# Bedřich III. Leopold Pražma z Bílkova
Bedřich III. Leopold hrabě Pražma z Bílkova (německy Friedrich III. Leopold Graf Praschma Freiherr von Bilkau (12. června 1900 – 15. února 2000) byl slezský šlechtic z rodu Pražmů z Bílkova z rozrodu Ranžírovců. Byl majitelem statků ve Falkenberském knížectví ve Slezsku.

## Život

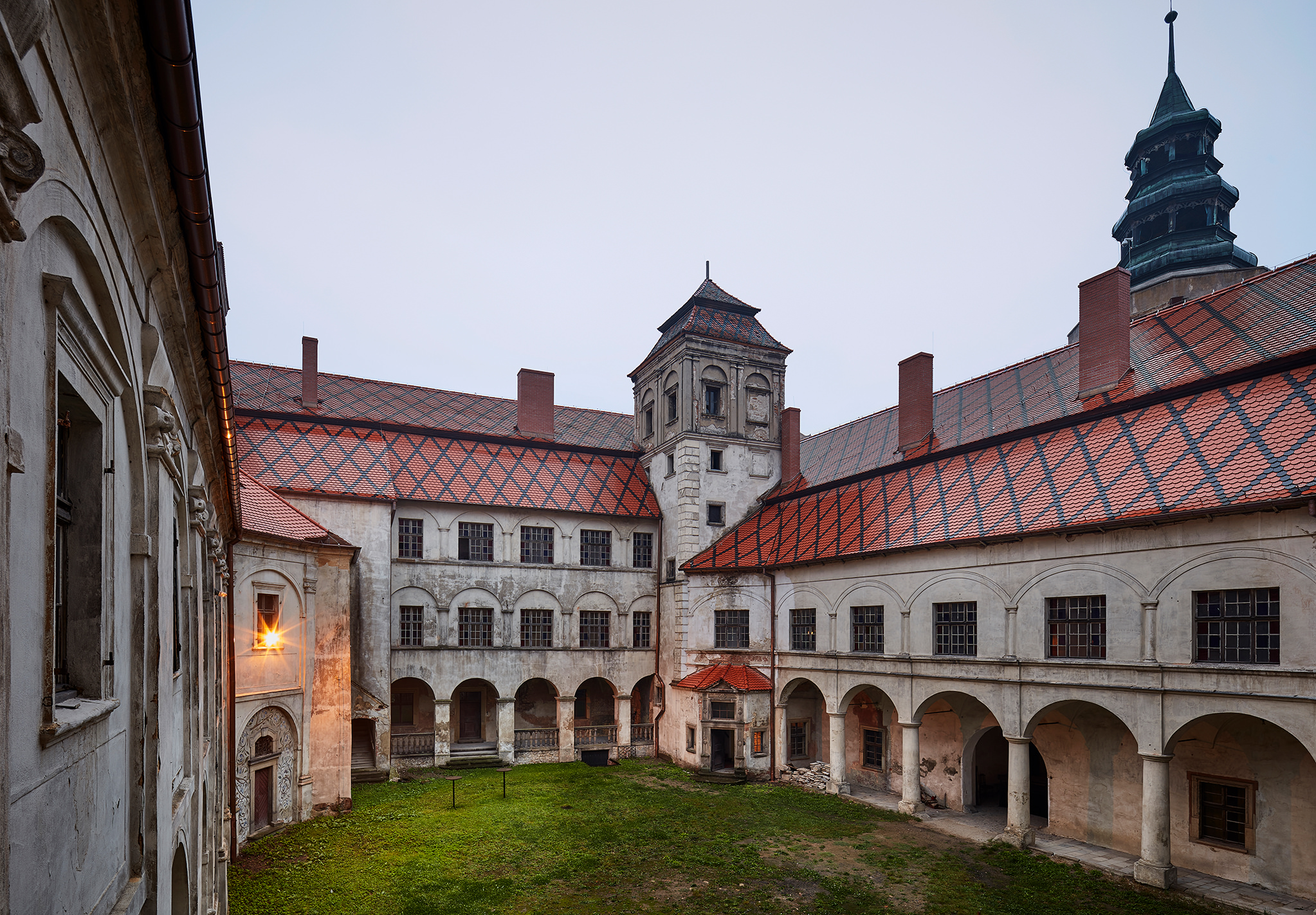
Zámek Falkenberk

Bedřich III. Leopold Maria Valentin Emanuel Oskar hrabě Pražma, svobodný pán z Bílkova (něm. Friedrich III. Leopold Maria Walentin Emanuel Oscar Graf Praschma Freiherr von Bilkau) se narodil jako syn Jana Pražmy z Bílkova a jeho manželky Marie Hermíny z Landsberg-Velenu. Měl devět sourozenců, z nichž však některé zemřely v dětství.
Dne 29. dubna 1937 se Bedřich Leopold oženil s Žofií Ratibořskou, kněžnou z Hohenlohe-Schillingsfürstu (1912-1981), dcerou ratibořského knížete Viktora III. Augusta. Manželé měli tři děti: Marii Alžbětu, Jana Viktora a Michaela Mariu.
Bedřich Leopold Pražma byl posledním soukromým majitelem panství Niemodlin (Falkenberk), a to až do roku 1945, kdy mu byl majetek vyvlastněn. Poté se usadil v Německu, v Kapellen u Moersu, kde žil až do své smrti v roce 2000.